# ماريا رودريغوس
ماريا رودريغوس هي عداءة المسافات الطويلة برازيلية، ولدت في 4 يونيو 1971.

## وصلات خارجية
- ماريا رودريغوس على موقع الاتحاد الدولي لألعاب القوى (الإنجليزية)